# Экскурсия (фонетика)
Экску́рсия (или при́ступ) в фонетике — начальная фаза в процессе артикуляции звука речи, за которой следуют выдержка и рекурсия (или отступ).
Термин «экскурсия» происходит от лат. excursio ‘вылазка, выбегание вперёд’.
Во время экскурсии произносительные органы речи переходят в положение, необходимое для производства данного звука. Например, артикуляция русского гласного [u] (орфографическое «у») начинается с размыкания губ, их округления и выпячивания вперёд (экскурсия же для акустически сходного английского [u] выпячивания губ не предусматривает, а округление выражено слабее); при произнесении русского согласного [v] (орфографическое «в») во время экскурсии происходит сближение внутренней поверхности нижней губы с верхними зубами, в результате чего формируется плоская губно-зубная щель, являющаяся на фазе выдержки шумообразующей преградой, характерной для данного фрикативного согласного. Экскурсия при произнесении русского согласного [t] (орфографическое «т») предусматривает раздвижение и расслабление голосовых связок, в то время как кончик языка прижимается к верхним зубам, а нёбная занавеска поднимается, блокируя выход воздуха через нос.
Таким образом, для этапа экскурсии характерно относительное движение артикулирующих органов (в то время как на этапе выдержки их положение остаётся относительно стабильным). На экскурсию звука могут повлиять фонетические характеристики предыдущего звука; так, в русском языке согласные перед гласным [u] (в меньшей степени — перед [o]) подвергаются лабиализации, в результате чего округление губ и их выпячивание вперёд происходят ещё до начала артикуляции гласного.